# Francesco Maidalchini
Francesco Maidalchini (nascido em 21 de abril de 1631 - falecido em 13 de junho de 1700) foi um cardeal italiano da Igreja Católica Romana.

## Biografia
Maidalchini nasceu em 12 de abril de 1631 em Viterbo; era filho de Andrea Maidalchini e Pacifica Feliziani. Seu pai era irmão de Olimpia Maidalchini; a cunhada do Papa Inocêncio X.
Em 1647, o filho de de Maidalchini, Camillo Francesco Maria Pamphili, renunciou ao cargo de cardeal-sobrinho para se casar e Inocêncio X exigiu um novo cardeal-sobrinho. O papa destina para essa função o sobrinho de sua cunhada, Francesco Maidalchini. Ao ser elevado a cardeal, ele foi instalado como cardeal-diácono de Sant'Adriano al Foro.

### Olimpia Maidalchini
Maidalchini foi um joguete de sua tia Olimpia Maidalchini. Ao invés de viver em um dos muitos palácios do Vaticano, sua tia forçou-o a viver na Villa Pamphili com ela. De lá, Donna Olimpia dirigia as audiências do sobrinho com os líderes da igreja, frequentemente estimulando-o a oferecer respostas que ela lhe fornecera com antecedência. No entanto, ele rapidamente provou incompetência para tal  e a sua nomeação para o cargo curial de cardeal-sobrinho (oficialmente denominado como Superintendente dos Estados Pontifícios) nunca se concretizou. Seu comportamento lamentável desgraçou o Papa e, em 1650, Maidalchini foi substituído pelo primo de Olimpia, e seu rival pelo poder político, Camillo Astalli.  Tendo responsabilizado Olimpia pela sua desgraça, Francesco tornou-se seu inimigo implacável.
Em 1653, Maidalchini foi designado cardeal-diácono de São Pancrácio. Em 1654, foi nomeado cardeal-diácono de Santa Maria in Portico e no ano seguinte, após a morte de seu "tio", participou do conclave de 1655 que elegeu o Papa Alexandre VII. Sua tia Olimpia morreu em 1657.
Após apenas oito anos com Maidalchini como cardeal-diácono, a Igreja de Santa Maria estava arruinada e sem renda. Sua diaconia foi suprimida pelo Papa Alexandre VII e o edifício foi derrubado. Maidalchini foi transferido (em título, pelo menos) para a nova Santa Maria in Campitelli, construída por Carlo Rainaldi entre 1659 e 1667.
O contemporâneo John Bargrave não deixa dúvidas de que Maidalchini não era muito respeitado tanto pelo Colégio dos Cardeais ou pelo grande público de Roma. Bargrave descreve Maidalchini como "estando a um passo de um idiota" e relata que as senhoras de uma congregação não poderiam deixar de rir da aparência de um adolescente em vestes de cardeal. Maidalchini não se conteve e caiu na gargalhada como resposta. Bargrave também lembrou o seu encontro com um senhor que gentilmente apontou que o livro que o cardeal estava lendo estava, de fato, de cabeça para baixo (Bargrave sugere que Maidalchini era quase analfabeto). 

### Carreira eclesiástica posterior
Em 1666, Maidalchini foi transferido para a diaconia de Santa Maria in Via Lata, que era habitualmente designada aos cardeais-diáconos idosos, embora tenha sido apenas em 1669, quando assumiu esta posição no Sacro Colégio. Participa do conclave de 1667 que elegeu o Papa Clemente IX, do conclave de 1669-1670 que elegeu o Papa Clemente X, do conclave de 1676 que elegeu o Papa Inocêncio XI e do conclave de 1689 que elegeu o Papa Alexandre VIII. Como cardeal protodiácono, anunciou as eleições dos papas Clemente X, Inocêncio XI e Alexandre VIII e celebrou os ritos de suas coroações.
Mais tarde naquele ano, foi ordenado sacerdote e foi nomeado cardeal-presbítero da Igreja de Santa Maria in Via. De acordo com a bula Postquam verus de Sisto V (3 de dezembro de 1586), assumiu o cargo de protopresbítero do Colégio dos Cardeais. Participou no conclave de 1691 que elegeu o Papa Inocêncio XII e tornou-se cardeal-presbítero da Igreja de Santa Praxedes mais tarde naquele mesmo ano. 

### Atitude política
Na rivalidade política entre a França e a Espanha, Maidalchini inicialmente se alinhou com a Espanha. No entanto, os líderes da facção espanhola em Roma, mostraram-lhe tão pouco respeito que acabou mudando de lado. No conclave de 1655, ainda foi incluído entre os membros do partido espanhol,  mas posteriormente tornou-se um dos mais fiéis seguidores do Reino da França no Colégio dos Cardeais.

### Morte
Maidalchini morreu em 13 de junho de 1700 em Nettuno. Seu funeral ocorreu em 15 de junho de 1700, na basílica de Sant'Eustachio em Roma, onde ele foi sepultado.